# Casa Macau
La Casa Macau és un edifici del municipi de Figueres a la comarca de l'Alt Empordà. Forma part de l'Inventari del Patrimoni Arquitectònic de Catalunya.

## Descripció
Edifici situat a davant de la via del tren, el que foren els afores al moment que es va construir. És un edifici en cantonada. Les dues façanes es resolen en dos registres. La inferior comprèn la planta baixa recoberta en pedra, evocant l'encoixinat rústic, amb grans portals d'arc de mig punt (sis i quatre respectivament); El registre superior comprèn el pis principal i el segon, dividit en vertical i separant els espais amb motllures que representen pilastres de carreus sobresortits. Al primer pis hi ha alternança de balcó gran (d'obra i ferro) aguantats per mènsules, i de petit (de forja). El segon pis, a manera d'altell, presenta grups de tres finestres. Corona la façana una motllura, la cornisa i la balustrada del terrat, aquesta última alterna el motiu floral circular i el pany de paret. Edifici cobert per terrassa.